# Michalovice (Ústí nad Labem)
Michalovice è un comune della Repubblica Ceca facente parte del distretto di Litoměřice, nella regione di Ústí nad Labem.